# Uret (stjernebillede)
Uret (Horologium) er et stjernebillede på den sydlige himmelkugle.